# 阿宏峰
47°7′45″N 11°55′4″E / 47.12917°N 11.91778°E

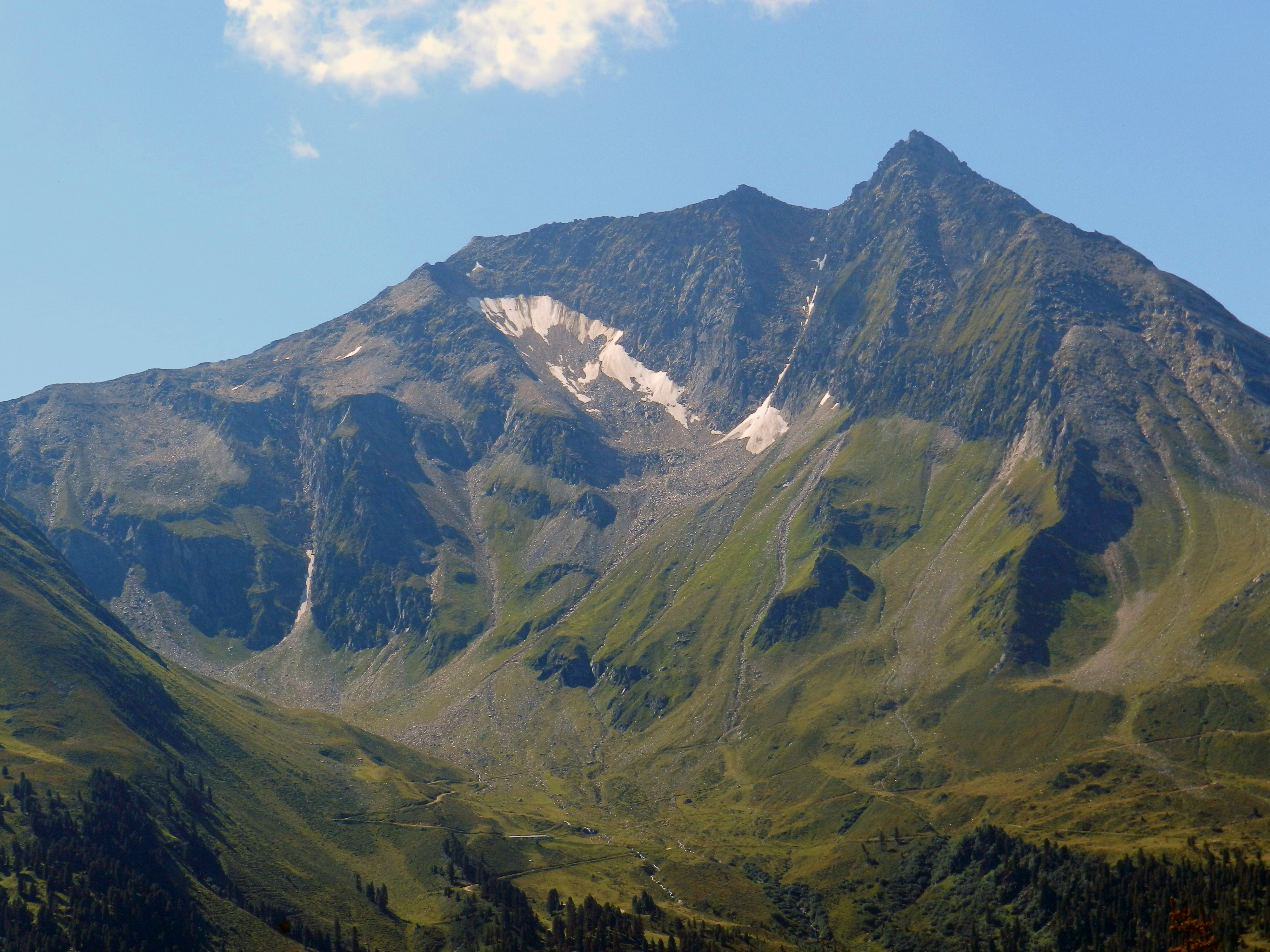

阿宏峰（德語：Ahornspitze），是奧地利的山峰，位於該國西部，由蒂羅爾州負責管轄，處於邁爾霍芬東南部，屬於齊勒塔爾阿爾卑斯山脈的一部分，海拔高度2,973米。